# Glasul Nostru
Glasul Nostru, foaie culturală cu informații și îndrumări pentru popor, apare de două ori pe lună, sub conducerea Societății Culturale „Iuliu A. Zanne” din Băsești (azi Viișoara), județul Fălciu, astăzi județul Vaslui. 
Redacția și administrația ziarului era în satul Văleni, comuna Băsești, județul Fălciu.
Cea mai importantă inițiativă a Societății a fost înființarea revistei Glasul Nostru care i-a valorificat obiectivele programului său, cu aportul colaboratorilor săi, nu numai din Băsești (Viișoara), ci și din Dodești, Văleni, Viltotești și Tămășeni, din alte localități ale județelor Fălciu, Tutova, Vaslui, de la Iași și Piatra Neamț, Glasul Nostru a devenit o foaie de larg interes.
La 15 octombrie 1931 foaia apărea în două pagini, format 32/47 cm. și se tipărea la Bârlad, la Tipografia lui N. Peiu.

## Conducere publicație
- Gheorghe Arteni, președinte, învățător, sat Văleni jud. Fălciu;
- Micu Delabăsești, redactor și ziarist;
- I.V. Balan, învățător;
- Gh. Hârtopeanu, agent sanitar;
- I.N. Cătană, șeful agenției P.T.T.;
- Stamate Al. Sandu, plugar.

## Rubrici publicație
- „Colțul vesel”, „Curiozități”, „Sfaturi practice”, „Știri și informații”, „Cugetări și vorbe cu tâlc”, „Cuvinte înțelepte”, „Tablete” (despre George Enescu și Edison)),”Poșta redacției”(foarte generoasă și aglomerată), „Jocurile foii”, „Ancheta foii”, „Proverbe și zicători” („Din proverbele românilor”, de Iuliu A. Zanne), „Ghicitori”, „Folklor”, „Reviste și ziare primite”, „Activitatea cercurilor culturale”,”Cărți primite”,” Poșta administrației” etc.

## Colaboratori
- Erau prezenți în Glasul Nostru colaboratori și abonați din Fălciu, Iași, Neamț, Tutova, de la Giurcani, Voinești, Murgeni, Șuletea, dar și de la Priponești – dincolo de Bârlad.
- În ultimul număr din 1931 era anunțată adeziunea la jurnal și a „domnilor: N. Bălănescu, inspector școlar, Iași, V. Ghițescu, directorul Liceului de băieți din Piatra Neamț, inginer A.O. Kisser – Iași, George Tutoveanu, Constantin Gh. Chirica, autorul broșurii „Vremuri triste” din Huși, Victor Ion Popa, scriitor și dramaturg, cu alese legături sufletești nu numai în Dodești – localitatea sa de origine – ci și cu învățătorul Nicu Ionescu, despre care profesorul Constantin Parfene a scris pagini frumoase în volumul „Bârladul odinioară și astăzi, 1984.”
- Găsim în revistă articole și nume prestigioase: G. Coșbuc, N. Iorga, Al. Vlahuță, G. Tutoveanu, Otilia Cazimir, Al. Cazaban, Victor Ion Popa, Theoder Roseu, I. Mihail, Gheorghe Arteni („Scriitorul Virgil Caraivan”), Anton Romila („Ofigură originală: moș Virgil Caraivan”), I. Cătană („Tovărășie”), Ioan D. Sandu („Spre progres”), Ioan Chichiță („Cooperația este scăparea”), Micu Delabăsești („Un uitat – folcloristul Iuliu A. Zanne”)etc.
- Mai semnau articole: preot Ioan Dănăilă de la Horga, Florin Cherinbak, inginer agronom, Victor Al Glinsky, învățător („Ce-ți dorim noi ție, dulce Românie”), Petre Marinică, Iosif N. Dumitrescu, V. Măgureanu, dr. I. Arteni de la Spitalul Ungheni-Iași, Constantin Ene din Bogheni – Fălciu, C. Georgescu – Obrejița, dr. Hrist C. Vlasie (Din nevoile satelor), George Tutoveanu, C.Alexandrache din Constanța, P. Andreescu de la Iași.
- Cu poezie erau prezenți: I. Mihail, Gh. V. Butnaru, C.I. Postolache, Gh. N. Jacotă, I. Leandru, Octaian D. Șendrea, Val A. Popa, G. Alexandrache – Coroana, Constanța, Remus Vernea (Cântece din Ardeal), V.C. Baccuța (Nătâng), Gh. Filiche ș.a.